# NTFS-3G
NTFS-3G — свободный драйвер файловой системы NTFS. Проект стабилен при работе с любыми NTFS-разделами (включая запись), имеет большое и активное сообщество разработчиков и лицензируется под GNU General Public License. Однако для Mac OS X драйвер не является свободным и требуется покупка лицензии.
На данный момент заявлена работа в следующих ОС: Linux (доступны сборки как для 32-битных процессоров, так и для 64-битных), FreeBSD, NetBSD, Solaris, Mac OS X, BeOS и Haiku.
Разработку начал Саболч Сакачич в июле 2006 года, первый релиз состоялся 21 февраля 2007 года — версия 1.0.

## Преимущества
В противоположность драйверу NTFS, включённому в само ядро Linux, NTFS-3G поддерживает больше операций с файлами: файлы любого размера могут быть созданы, изменены, переименованы, перемещены или удалены с разделов NTFS, исключая сжатые и зашифрованные файлы. Имеется экспериментальная поддержка изменения списков контроля доступа и прав доступа файловой системы. Разделы NTFS монтируются, используя Filesystem in Userspace (FUSE) в структуру пользовательского пространства FHS.

## Недостатки
NTFS-3G поддерживает различные правила относительно имен файлов (DOS, Windows, POSIX), однако в целях совместимости по умолчанию включен режим совместимости POSIX. Это означает что в качестве имени файла допустимы любые символы (в том числе запрещенные в оригинальной NTFS *, :, ?, ") за исключением / (слэш) и \0 (ноль-символ). Например:
- Работая под Linux, можно создать файл с именем report:next.txt и сохранить его на NTFS-разделе (например флеш-диске).
- Далее при работе под Windows этот же файл report:next.txt будет невозможно ни открыть, ни изменить, ни даже переименовать (так как имя файла содержит запрещенные символы)[6].

Чтобы драйвер NTFS-3G поддерживал ограничения имен файлов оригинальной NTFS (и тем самым гарантировать открытие в Windows сохраненного в Linux файла), необходимо принудительно включить опцию windows_names, например при монтировании раздела:
UUID=xxx  /media/yyy  ntfs-3g  defaults,windows_names,locale=en_US.utf8  0 0

## Производительность
Тесты показывают, что NTFS-3G ещё не оптимизирован на производительность. Главная цель разработчиков — обеспечить надёжность работы и задействовать для работы все функциональные возможности POSIX.

## История
- 31 октября 2006 года — NTFS-3G становится самостоятельным проектом и больше не является частью проекта Linux-NTFS.
- 21 февраля 2007 года — Саболч Сакачич объявил в списке рассылки: «Вышел релиз первого открытого, свободно распространяемого, стабильного на чтении/записи NTFS драйвера, NTFS-3G 1.0».
- 5 октября 2009 года — выпуск проприетарной версии драйвера NTFS-3G для Mac OS.[8]
- 12 апреля 2011 года — объединение проекта Ntfsprogs с NTFS-3G.[9]